# George Burns
George Burns (werkelijke naam Nathan Birnbaum) (New York, 20 januari 1896 – Beverly Hills, 9 maart 1996) was een Amerikaanse old-time musicartiest, komiek, acteur en scenarioschrijver.

## Jeugd en vroege carrière
Nathan Birnbaum was de negende van twaalf kinderen. Zijn vader, gazzan in een synagoge, overleed toen Nathan zeven jaar oud was. Vervolgens moest hij buiten schooltijd allerlei baantjes aannemen om het magere gezinsinkomen aan te vullen. Zo werkte hij in een snoepwinkel, waar hij limonadesiroop maakte. Samen met drie andere jongetjes die in de winkel werkten formeerde hij een zanggroepje. Uiteindelijk verliet Nathan de lagere school en werd hij fulltime vaudeville-artiest onder de naam George Burns.
In de jaren twintig vormde George Burns een komisch duo met Gracie Allen (1895-1964), een vaudeville-danseres van Ierse komaf. Aanvankelijk was Burns de komiek en Gracie de aangever, maar na verloop van tijd werden de rollen omgedraaid toen zij merkten dat het publiek harder om haar lachte dan om hem. Burns aanvaardde de rol van aangever zonder morren. Achter de schermen was hij de drijvende kracht achter het komische duo Burns & Allen; zo schreef hij veel van hun grappen.
Tussen Burns en Gracie klikte het niet alleen artistiek, maar ook privé: ze trouwden in 1926. In die tijd was een gemengd huwelijk – Burns was Joods en Gracie katholiek – nogal uitzonderlijk.

## Film, radio en televisie
In de jaren dertig maakten Burns & Allen de overstap van het toneel naar het witte doek. Zo waren ze te zien in A Damsel in Distress (1937), samen met Fred Astaire, en in College Swing (1938), een van de eerste films van Bob Hope. Verder hadden ze een zeer succesvolle show op de radio. In 1950 kregen Burns & Allen een eigen televisieshow. Burns en Gracie zetten ook een productiemaatschappij op, de McCadden Corporation.
In 1958 kwam er een einde aan de George Burns & Gracie Allen Show, omdat Gracie, die een hartkwaal had, met pensioen ging. Burns bleef als solo-artiest voor de televisie werken. Op 27 augustus 1964 overleed Gracie aan een hartaanval. Overmand door verdriet stortte Burns zich op zijn werk. Hij trad veelvuldig op in het theater en in het nachtclub-circuit.

## The Sunshine Boysen daarna
In 1974 aanvaardde Burns een rol in de film The Sunshine Boys, een bewerking van het toneelstuk van Neil Simon. Oorspronkelijk zou die rol naar de komiek Jack Benny gaan, een van de beste vrienden van Burns. Benny was echter plotseling ernstig ziek geworden; hij zou in december 1974 overlijden aan alvleesklierkanker. Zijn rol in The Sunshine Boys leverde Burns een Oscar op voor de beste mannelijke bijrol. Burns, inmiddels bijna tachtig jaar oud, was op dat moment de oudste Oscar-winnaar in de geschiedenis. Zijn 'record' zou pas in 1989 worden verbroken toen Jessica Tandy (1909-1994) een Oscar kreeg voor haar rol in Driving Miss Daisy.
Burns bleef na zijn Oscarwinnende rol in films optreden. Zijn bekendste rol was die van God in de film Oh, God! (1977), waarin hij te zien was met de zanger John Denver. Ook was Burns veelvuldig te gast in televisieprogramma's en gaf hij live-optredens in het theater. Zijn hoge leeftijd was thema van veel van zijn grappen.
Burns overleed in 1996 op 100-jarige leeftijd.

## Trivia
- In Rosebud, een aflevering uit het vijfde seizoen van de cartoonserie The Simpsons, wordt de suggestie gewekt dat Mr. Burns een broer is van George Burns.
- In de film South Park: Bigger, Longer & Uncut duikt George Burns even op als Kenny McCormick naar de hel wordt gestuurd. Hij verschijnt zij aan zij met Adolf Hitler en Mahatma Gandhi.